# Fegljus

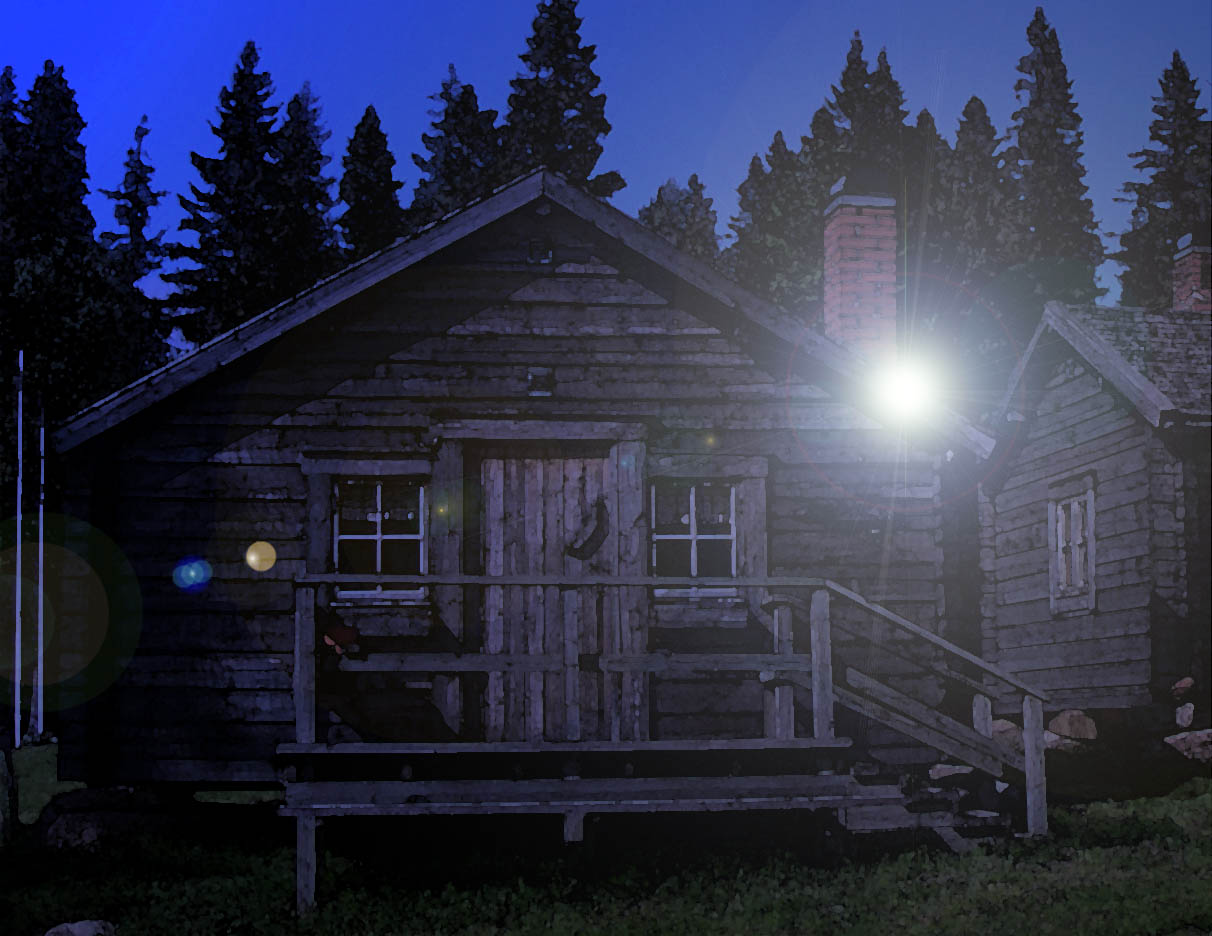
Rekonstruktion av ett fegljus på ett stugtak.

Fegljus, även Fegmärken, kallades i gammal folktro, särskilt i norra Sverige, då en oförklarlig ljuskälla uppenbaras som ett omen för en snar död av en person i närområdet eller ens egen krets. Ordet härstammar från gammalt språk där "feg", förutom räddhågsen, även kunde betyda döende.
"Han var 'faig'" kunde en säga om den döende.
Ljuset sades uppstå och försvinna lika plötsligt. Ofta sades fegljusen ha setts nattetid runt hus där en döende människa bodde, till exempel i ett gårdsfönster men också som lågor på ladugårdens tak eller gårdens flaggstång med mera. Fegljuset kunde också visa sig för den döende själv vilket dock sades vara mer ovanligt.
Fegljuset tycks vissa gånger liknas vid en "stor stjärna", ett eldklot eller en lykta med rätt svagt ljus. Ljuset i sig beskrivs förekomma i de olika färgerna rött, blått och vitt.
Dock varierar detta var i landet man befinner sig. Antalet fegljus en såg under samma natt/kväll påvisade hur många i hushållet som förväntades dö och på dess storlek kunde man se om dödsbudet rörde vuxna eller barn. På Gotland och Åland bland annat sades ljusets höjd från marken avslöja dödsfallets tidsrymd med att ju närmare ljuskällan var marken, ju närmare i tiden låg dödsfallet.
“Lundgren själv hade som pojke, en vinterkväll då han skulle hämta in ved från vedboden, sett ett ‘fegljus’ i vedtraven. Han rusade skrämd in och berättade att elden var lös. Samma natt dog farmodern.”
Förutom att, enligt sägnen, vara ett övernaturligt fenomen, har fegljuset även varit en ritual att förebåda någons död. I detta fall tändes ett vanligt stearinljus utomhus, åt det håll lågan med vinden vette låg den dödsdömdas gård, detta kallades fegljus. För de som inom folktron däremot ansåg fegljuset som något övernaturligt frånskilde dessa sig från vanliga ljus eftersom de visade sig på ställen dit människor inte kunde ta sig, vid ovanliga tidpunkter eller också rörde de sig på ovanliga sätt.

## Fegljusets spridning och variation
Sverige: Uppenbarelser av oförklarliga ljusfenomen som dödsförebådande fenomen är till stor del spritt i hela landet. I Sveriges sydligaste delar verkar dock inte namnet “fegljus” användas, med undantag av Småland. 
Istället kan vissa gånger irrbloss och lyktgubbar, som det talas mer om i landets sydligare delar, ha liknande dödsförebådande egenskaper men är inte nödvändigtvis vara samma sak.
Norge: Här finns namn för detta ljussken som "Naalyse" (likljuset), "Feigde-", "Blau-" eller "Daumandlyset". Här varslar skenet, ett blått sken, främst för ett barns saliga bortgång. Också i Norge talas det om "Draugeljos" som visar sig där det finns fegt folk.
Danmark: Här sägs det att ett blått ljus betyder att en vuxen person skall dö; men om skenet är rödaktigt dör ett barn. Man säger även att ju tidigare på kvällen en ser ljuset desto fortare sker dödsfallet.
Finland: På Åland talas det om att ett vitt, avlångt ljus visar sig för den som dör en god/(salig) död. Från Finland finns även en uppgift om att fegljuset var ett budskap från en annan värld "...en Guds skickelse..."